# Lingua francese cajun
La lingua francese cajun (français cajun o cadien) indica la varietà di francese parlata dai francofoni dello stato americano della Louisiana. L'espressione francofona corretta sarebbe français cadien, francese cadiano, poiché cajun è un anglicismo derivato dalla pronuncia acadiana della parola acadien (acadjonne).
A rigore, per riferirsi al francese parlato in Louisiana, sarebbe più corretto utilizzare il termine francese della Louisiana (français louisianais / de la Louisiane), una denominazione generale che raggruppa le due varianti di francese parlate dai francofoni bianchi louisianesi, ovvero il francese cajun appunto e il francese coloniale della Louisiana (français colonial louisianais). A volte questo termine viene esteso a inglobare anche il creolo francese della Louisiana parlato dai cosiddetti creolo-louisianesi, sebbene a rigore si tratti appunto di un creolo a base francese e non di una varietà del francese.
A causa del movimento per la lingua francese sostenuto dai cajun a partire dagli anni sessanta e del forte revival della cultura cajun che ne è derivato, oggi in Louisiana tutti coloro che parlano il francese (o anche il creolo louisianese) finiscono con l'essere definiti, e con l'autodefinirsi, cajun. Questo avviene anche in contesti come New Orleans: nonostante la città sia stata la culla della cultura creolo-louisianese e storicamente estranea alla cultura acadiana, oggi è molto frequente che i francofoni di New Orleans si definiscano come cajun.

## Il francese coloniale della Louisiana

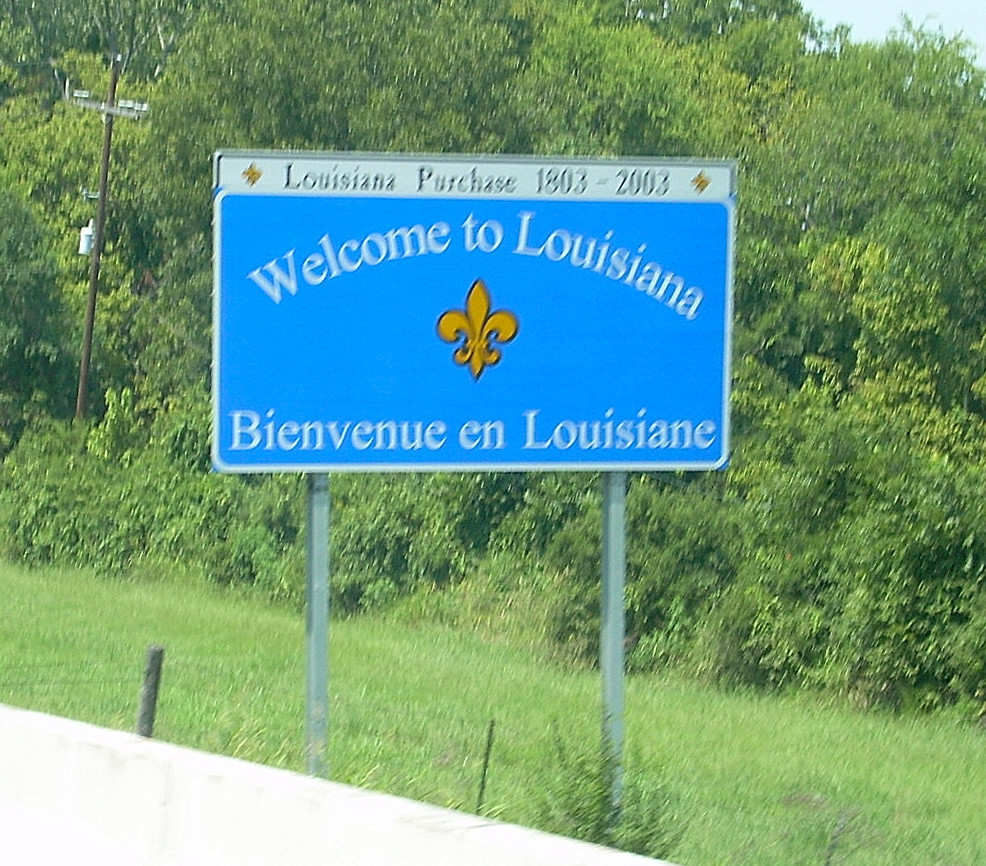
Pannello stradale bilingue all'ingresso in Louisiana

Il francese coloniale della Louisiana è una variante di francese che deriva dalla lingua parlata dai primi coloni francesi che popolarono queste terre nel Seicento e nel Settecento e mantiene quindi numerosi tratti arcaizzanti che riflettono la lingua francese parlata a quell'altezza cronologica. Questo dialetto, e non quello cajun, è quello parlato ancora oggi nelle parrocchie di Avoyelles, Iberia, Pointe-Coupée, St. Charles, St. Landry, St. Mary e St. Tammany. Tuttavia essendo i cajun numericamente in maggioranza ed essendo stato il movimento a favore della cultura e della lingua francese sostenuto dai cajun, i louisianesi che parlano questa varietà di francese sono generalmente assimilati ai cajun e loro stessi finiscono con l'identificarsi come tali, nonostante storicamente gli acadiani siano arrivati in Louisiana solo successivamente, in seguito all'instaurazione del dominio inglese sull'Acadia, e all'epoca non siano stati bene accolti dai coloni già presenti sul territorio.

## Il francesecajun
Il francese cajun o cadien (français cajun/cadien), è la varietà di francese parlata dall'altra parte della popolazione francofona bianca dello stato americano della Louisiana, quella composta dai discendenti degli acadiani rifugiatisi in Louisiana nella seconda metà del Settecento.
Esso presenta spiccate peculiarità ortografiche, fonetiche, lessicali e grammaticali che lo distinguono dal francese metropolitano (francese di Francia).
Il francese cajun trae le sue origini e la sua fisionomia da più elementi:
- il francese acadiano parlato dagli acadiani che emigrarono in Louisiana (allora ancora possedimento francese) per sfuggire al nuovo dominio inglese instauratosi sull'Acadia in seguito al Trattato di Parigi del 1763.
- il francese coloniale parlato dai coloni francesi già presenti in Louisiana, anch'esso un francese seicentesco e settecentesco.
- prestiti dallo spagnolo (la Louisiana fu per un certo periodo un possedimento spagnolo), dalle lingue dei nativi americani e, soprattutto, dall'inglese, sia a livello lessicale (ad esempio truck per camion) sia a livello di strutture sintattiche (ad esempio L'ami je sors avec ricalcato sull'inglese The friend I go out with, per L'ami avec lequel je sors).

Come già detto oggi i termini "francese cajun" e "francese della Louisiana" vengono nella pratica usati come sinonimi.

## Il creolo francese della Louisiana
A volte il termine "francese della Louisiana" viene esteso a inglobare anche il creolo di Louisiana (créole louisianais), sebbene ciò a rigore non sia propriamente corretto trattandosi non di una varietà della lingua francese ma appunto di una lingua creola, ovvero di una lingua ormai indipendente, che usa un lessico francese ma applicandolo a strutture grammaticali e sintattiche del tutto peculiari. Esso è molto prossimo agli altri creoli a base francese dei vicini Caraibi (di Haiti, Guadalupa, Martinica, Dominica e Saint Lucia). Esso è parlato dalla popolazione creola della Louisiana, definizione ampia che designa i discendenti di coloro che erano presenti in Louisiana prima che essa divenisse parte degli Stati Uniti e che comprende una popolazione mista di bianchi, neri, mulatti e nativi americani. Anche i creolo-luoisianesi oggi vengono spesso definiti, e si autodefiniscono, cajun, per i motivi esposti sopra.

Giallo: parrocchie dove il francese è parlato dal 4–10% della popolazione; arancione: dal 10–15%; rosso: dal 15–20%.

## Il francese in Louisiana ieri e oggi: dalla repressione alla rinascita
Oggi il francese rappresenta la lingua madre del 4,8% della popolazione della Louisiana. I francofoni louisianesi sono concentrati nelle parrocchie (la paroisse è la divisione amministrativa louisianese) rurali del sud dello stato, sebbene essi siano presenti in piccola percentuale anche nella metropoli, New Orleans (un tempo Nouvelle Orléans), la quale ospita il famoso quartiere francese del Vieux Carré.
Per forza di cose, i francofoni della Louisiana oggi sono bilingui. Per lungo tempo è stata esercitata in Louisiana una vera e propria repressione nei confronti dei cajun e della lingua francese al fine di assimilarli alla maggioranza anglofona: i francofoni in Louisiana subivano un'emarginazione sociale e i bambini francofoni nelle scuole venivano addirittura puniti corporalmente se scoperti a parlare francese. Questo ha fatto sì che molti genitori decidessero di non trasmettere la lingua francese ai loro figli, nella speranza che ciò potesse garantire loro un futuro migliore in un paese che era ormai divenuto sostanzialmente anglofono: in questa parziale interruzione della trasmissione linguistica generazionale risiede il principale motivo del pesante declino numerico della popolazione francofona della Louisiana nel corso degli ultimi 50 anni.
Le cose hanno iniziato a cambiare negli anni sessanta del '900, in contemporanea con la Révolution tranquille e il risveglio dei francofoni del Québec: è proprio alla fine di questo decennio che viene fondato in Louisiana il CODOFIL, il Consiglio per lo sviluppo della lingua francese in Louisiana, organo ufficiale a cui è stato assegnato il compito di salvaguardare, reintrodurre e promuovere l'uso della lingua francese in Louisiana. Al contempo sono iniziati e si sono via via intensificati gli scambi culturali con il Canada (soprattutto le province acadiane, originaria madrepatria dei cajun), con la Francia e con il resto del mondo francofono.
Oggi viene condotta in Louisiana una vera e propria "battaglia" al fine di insegnare nuovamente il francese alle nuove generazioni e agli adulti discendenti dei francofoni cui non era stato trasmesso dai genitori, nonché agli anglofoni desiderosi di impararlo come lingua straniera facente parte dell'identità storica e culturale del proprio stato (lo studio del francese come lingua straniera è comunque obbligatorio nei curriculum scolastici delle scuole anglofone louisianesi). Ogni anno arrivano quindi in Louisiana a tale scopo numerosi professori stranieri, provenienti soprattutto dalla Francia e dal Belgio, ma anche dal Canada e da alcuni paesi francofoni dell'Africa e dei Caraibi.
È ovvio che ciò fa sì che il francese insegnato oggi nelle scuole francofone della Louisiana sia quello standard e anche i professori di origine locale prediligono nei contesti scolastici e formali un francese con elementi cajun ma che non si discosti troppo da quello europeo, al fine di non estremizzare i localismi e di rafforzare i legami con il resto del mondo francofono. Ne consegue che il francese cajun vero e proprio è oggi parlato solo nelle occasioni informali tra locutori presso la cui famiglia l'uso era rimasto vivo, mentre gli altri ricorrono a un francese più standardizzato.